# Plebejus malcolmi
Plebejus malcolmi är en fjärilsart som beskrevs av Gunder 1925. Plebejus malcolmi ingår i släktet Plebejus och familjen juvelvingar. Inga underarter finns listade i Catalogue of Life.